# Rhopalomyia crassulina
Rhopalomyia crassulina är en tvåvingeart som först beskrevs av Cockerell 1908.  Rhopalomyia crassulina ingår i släktet Rhopalomyia och familjen gallmyggor.
Artens utbredningsområde är Colorado. Inga underarter finns listade i Catalogue of Life.